# Habenaria bertauxiana
Habenaria bertauxiana är en orkidéart som beskrevs av Dariusz Lucjan Szlachetko och Tomasz Sebastian Olszewski. Habenaria bertauxiana ingår i släktet Habenaria och familjen orkidéer.
Artens utbredningsområde är Kongo-Kinshasa. Inga underarter finns listade i Catalogue of Life.